# Hemierianthus curtithorax
Hemierianthus curtithorax is een rechtvleugelig insect uit de familie Chorotypidae. De wetenschappelijke naam van deze soort is voor het eerst geldig gepubliceerd in 1890 door Karsch.